# Горны (железнодорожная станция, Новгородская область)
Горны́ — железнодорожная станция (тип населённого пункта) в Кабожском сельском поселении Хвойнинского района Новгородской области России.

## География
Посёлок расположен при одноименной железнодорожной станции.